# Pazos de Borbén
Pazos de Borbén là một đô thị trong tỉnh Pontevedra, Galicia, Tây Ban Nha. Đô thị này có diện tích 50 km², dân số 3.034 người, mật độ dân số 60,68 người/km2.

## Các đô thị giáp ranh
Pazos de Borbén giáp các đô thị: Redondela, Fornelos de Montes, Sotomayor, Mondariz, Puenteareas y Mos

## Các giáo khu
Có 9 giáo khu: Amoedo (San Sadurniño), Borbén (Santiago), Cepeda (San Pedro), A Ermida (Nosa Señora da Anunciación), Moscoso (San Paio), Nespereira (San Martiño), Pazos (Santa María) và Xunqueiras (San Salvador).